# Órgano de Solución de Diferencias
El Órgano de Solución de Diferencias (OSD) de la Organización Mundial del Comercio (OMC) es un órgano político y decisorio encargado de decidir en los procesos de solución de diferencias, en el marco del Entendimiento sobre Solución de Diferencias. Sus decisiones generalmente coinciden con las del Panel de disputas.

## Estructura institucional
El OSD es una sesión del Consejo General de la OMC. En él se reúnen todos los representantes de los gobiernos miembros de la OMC, generalmente a nivel de embajadores. El órgano decide el resultado de una disputa comercial por recomendación de un Panel de Disputas y en algunos casos a partir de un informe del Órgano de Apelación de la OMC, que puede haber modificado la recomendación del Panel si una de las partes eligió apelar. Solo el OSD puede tomar estas decisiones: los grupos especiales y el Órgano de Apelación se limitan a hacer recomendaciones. 
El OSD utiliza un procedimiento de decisión especial conocido como "consenso inverso" o "consenso en contra", que hace que sea casi seguro que las recomendaciones del Panel en una disputa serán aceptadas. El proceso requiere que las recomendaciones del Grupo Especial (enmendadas por el Órgano de Apelación) se adopten "a menos que" haya un consenso de los miembros en contra de la adopción. La nación "ganadora" bajo la decisión del Panel tiene que unirse a este consenso inverso. Este proceso nunca ha tenido lugar en la historia del OSD. 
Una vez que el OSD ha decidido sobre el caso, es decir, si se ha demostrado que la queja es correcta o incorrecta, el OSD puede ordenar al Miembro perdedor en la disputa que tome medidas para poner sus leyes, reglamentos o políticas en conformidad con los Acuerdos de la OMC. Esta es la única dirección que surge de una disputa de la OMC. No existe el concepto de castigo o incluso de restitución. El OSD otorgará a la parte perdedora un período de tiempo razonable para restablecer la conformidad de sus leyes. 
Si la parte perdedora no restablece la conformidad de sus leyes dentro del "período de tiempo razonable", el OSD puede, de manera excepcional, autorizar a un reclamante exitoso a tomar medidas de represalia para inducir acciones por parte de la parte perdedora. En general, casi todos los miembros de la OMC voluntariamente implementan las decisiones del OSD a tiempo. Cuando un país perdedor modifica sus leyes para ajustarse a la decisión del OSD, puede elegir cómo hacerlo. De hecho, no necesariamente hará los cambios que la parte ganadora preferiría. 

## Casos prominentes
- Requisitos impuestos por Estados Unidos para la importación de camarones exclusivamente capturados con dispositivos de exclusión de tortugas.
- Las tarifas de acero de 2002 de los Estados Unidos.
- Limitaciones y excepciones al derecho de autor de los Estados Unidos sobre los derechos de transmisión secundaria.
- Restricciones de la Unión Europea (CE) sobre alimentos genéticamente modificados.
- Disputa entre Estados Unidos y Canadá por la regulación de asbestos